# 브리타니아교

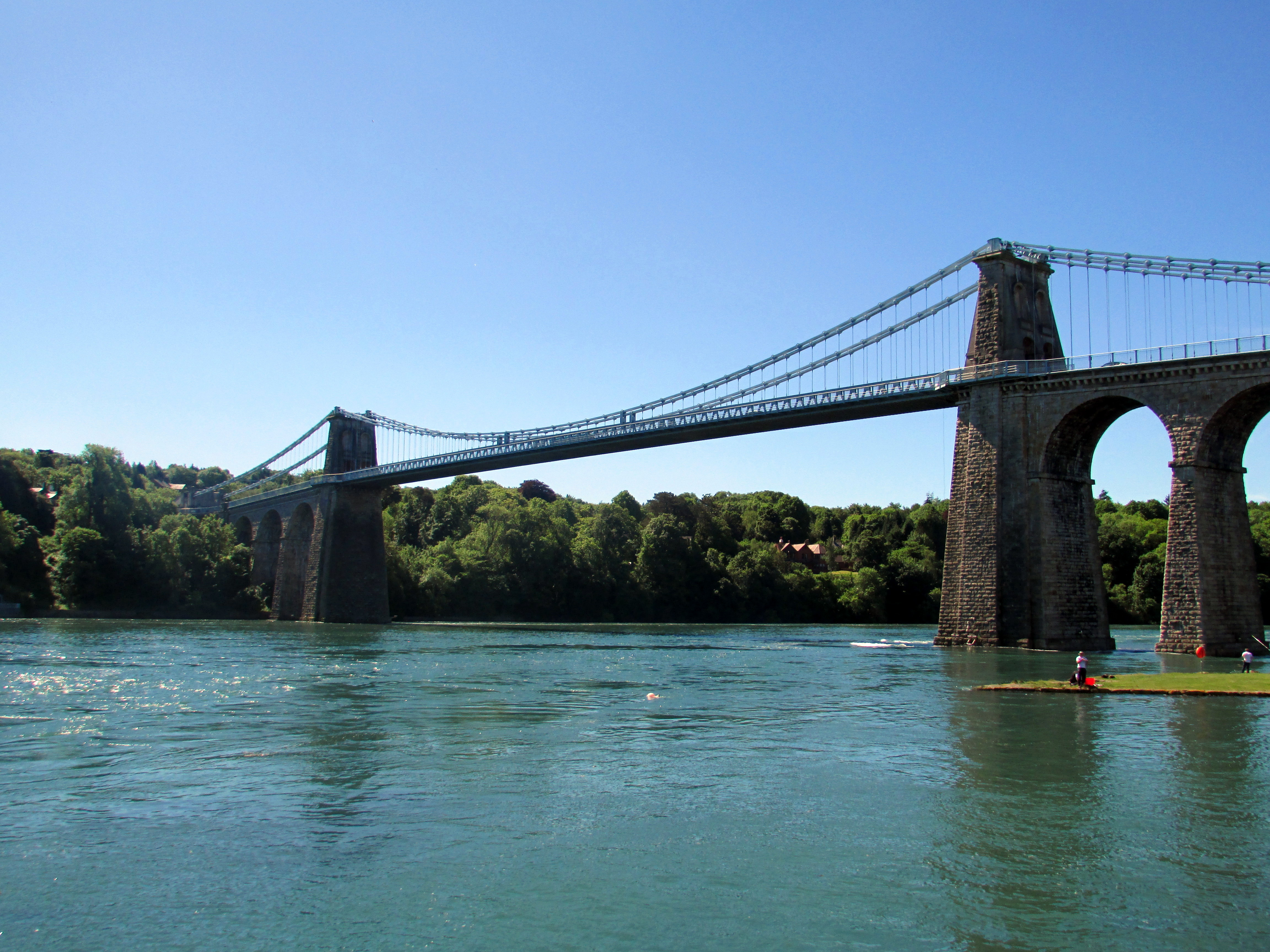
브리타니아교

브리타니아교(영어: Britannia Bridge, 웨일스어: Pont Britannia)는 앵글시섬과 귀네드 뱅고어 사이의 메나이 해협을 가로지르는 웨일스의 교량이다. 원래는 철도 엔지니어인 로버트 스티븐슨이 철도 교통을 운반하기 위한 다리로 설계 및 건설했다. 체스터 홀리헤드 철도 노선을 이용하여 기차가 런던과 홀리헤드 항구 사이를 직접 이동할 수 있게 하고, 따라서 아일랜드 더블린으로 가는 해상 연결을 용이하게 하는 것이었다.